# قائمة الأفلام المصرية سنة 1943
هذه قائمة بالأفلام المصرية لسنة 1943 مرتبة أبجدياً.

## 1943
| الاسم           | إخراج          | تأليف                                  | تمثيل                                         | النوع  | ملاحظات                  |
| --------------- | -------------- | -------------------------------------- | --------------------------------------------- | ------ | ------------------------ |
| الطريق المستقيم | توجو مزراحي    | يوسف وهبي، توجو مزراحي                 | يوسف وهبي، فاطمة رشدي، أمينة رزق، بشارة واكيم | دراما  |                          |
| العامل          | أحمد كمال مرسي | حسين صدقي، محمد عبد الجواد             | حسين صدقي، فاطمة رشدي                         | دراما  | أول فيلم ينتجه حسين صدقي |
| بنت الشيخ       | أحمد كامل مرسي | أحمد كامل مرسي                         | أمينة نور الدين، يحيى شاهين                   |        |                          |
| جوهرة           | يوسف وهبي      | يوسف وهبي                              | نور الهدى، يوسف وهبي                          |        |                          |
| حب من السماء    | عبد الفتاح حسن | عبد الفتاح حسن، محمد كامل حسن          | محمد أمين، نجاة علي                           |        |                          |
| رابحة           | نيازي مصطفى    | بيرم التونسي، محمود تيمور، نيازي مصطفى | كوكا، بدر لاما                                |        |                          |
| قضية اليوم      | كمال سليم      | كمال سليم                              | أنور وجدي، عقيلة راتب                         |        |                          |
| كليوباترا       | إبراهيم لاما   | السيد زيادة، حبيب جاماتي               | أمينة رزق، بدر لاما                           | تاريخي |                          |
| ماجدة           | أحمد جلال      | أحمد جلال                              | ماري كويني، عباس فارس، محسن سرحان             | دراما  |                          |
| من فات قديمه    | فريد الجندي    |                                        | محمود إسماعيل، سامية جمال                     |        |                          |
| نداء الدم       | إبراهيم لاما   | إبراهيم لاما، السيد زيادة              | بدر لاما، روحية خالد                          | دراما  |                          |
| نداء القلب      | عمر جميعى      | عمر جميعى                              | سميرة خلوصي، إبراهيم حمودة، أمينة نور الدين   |        |                          |
| وادي النجوم     | نيازي مصطفى    | عزيزة أمير، محمود ذو الفقار، أحمد شكري | عزيزة أمير، محمود ذو الفقار، محسن سرحان       |        |                          |
| يسقط الحب       | إبراهيم لاما   | إبراهيم لاما                           | مديحة يسري، إبراهيم حمودة                     |        |                          |